# Naissance en 1154
Naissance
- 1150
- 1151
- 1152
- 1153
- 1154
- 1155
- 1156
- 1157
- 1158

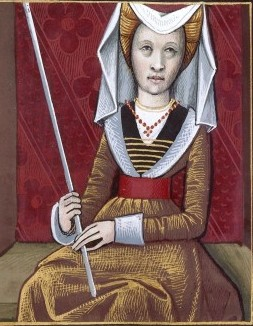
Constance de Hauteville, née en 1154.

Cette page dresse une liste de personnalités nées au cours de l'année 1154 :
- 11 novembre : 
  - Sancha de Castille, ou Sancie de Castille, infante de Castille et reine de la couronne d'Aragon.
  - Sanche Ier, dit le Laboureur, le Fondateur, le Colonisateur ou le Populaire, deuxième roi de Portugal et roi des Algarves.

- Constance de Hauteville, reine de Germanie puis impératrice du Saint-Empire et enfin reine de Sicile.
- Marie Comnène, princesse byzantine et reine de Jérusalem.
- Minamoto no Yoshinaka, samouraï et général de la fin de l'ère Heian au Japon.

date incertaine (vers 1154)
- Robert II de Dreux, comte de Dreux, de Brie et de Braine.
- Vsevolod III Vladimirski, ou Vsevolod Iourievitch, plus connu sous le nom de Vsevolod le Grand Nid, prince du Rus' de Kiev de la dynastie des Riourikides.

## Crédit d'auteurs
- Cet article est partiellement ou en totalité issu de l'article intitulé « 1154 » (voir la liste des auteurs).